# Rue Ampère
La rue Ampère est une voie publique du 17e arrondissement de Paris, située dans le quartier de la plaine Monceau. Dans sa partie supérieure (no 30 et suivants), la rue présente une série remarquable d'hôtels particuliers construits dans les années 1880 dans le style éclectique alors en vogue, souvent dotés d'ateliers d'artiste. Un nombre considérable de peintres académiques y ont élu domicile à la fin du XIXe siècle.

## Situation et accès
La rue Ampère (17e arrondissement de Paris) relie la place du Nicaragua, à l'angle du Boulevard Malesherbes et de la rue Jouffroy-d'Abbans et le boulevard Pereire. Elle est desservie par la ligne 3 du métro, à la station Wagram ou Pereire, ainsi que par la ligne C du RER (Gare de Pereire - Levallois).

## Origine du nom

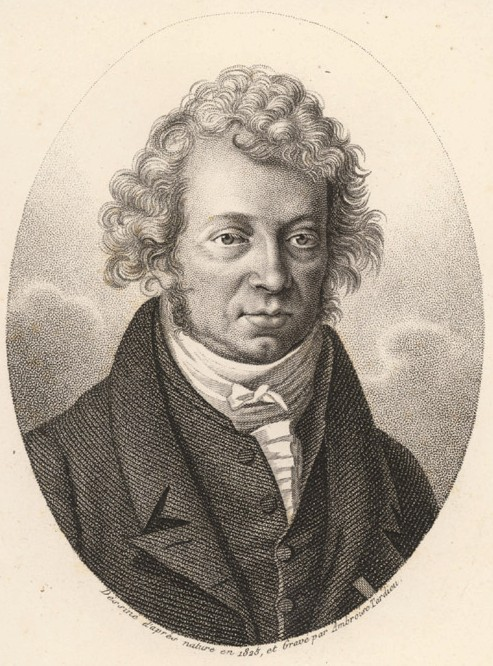
André-Marie Ampère.

La dénomination de la rue date de 1864, en l'honneur du mathématicien et philosophe français André-Marie Ampère (1775-1836).

## Historique
Le secteur de la rue Ampère n'a été urbanisé qu'à partir des années 1860, sous le Second Empire, après l'annexion par la ville de Paris de l'ancienne commune de Batignolles-Monceaux qui donnera naissance au nouveau quartier de la Plaine Monceau. Les rues Ampère, Brémontier, Jouffroy, de Prony ont été ouvertes entre 1862 et 1866 par les frères Pereire lors du lotissement de la Plaine Monceau. Ce secteur, peu bâti, était alors surtout constitué de cultures maraîchères, d'entrepôts et de terrains vagues.
La rue a été ouverte en 1862 et a pris sa dénomination en 1864 mais les constructions ne commenceront qu'à partir de 1875 après la phase de bornage et d'expropriation des parcelles. La partie supérieure de la rue Ampère, située aujourd'hui entre la place d'Israël et le boulevard Pereire, faisait partie des terrains détenus directement par les frères Pereire. Les parcelles ont été vendues avec obligation de construire une maison bourgeoise dans les six mois, ce qui accéléra la construction de nombreux hôtels particulier entre 1878 et 1884,. 
La Plaine Monceau est devenue entre 1875 et 1900 un nouveau quartier luxueux prisé à la fois par la bourgeoisie et les artistes en vogue. Le quartier s'est alors caractérisé par la construction de nombreux hôtels particuliers, construits dans le style éclectique en vogue à la fin du XIXe siècle. Leurs façades témoignent de la diversité des styles historicistes : beaucoup empruntent souvent au style gothique mais on y trouve aussi des constructions de styles néo-Renaissance, Louis XIII ou Régence. À côté de l'appareillage classique en pierre de taille, on note aussi un regain d'intérêt pour la brique, à nouveau digne d'être utilisée en façade.
De nombreux hôtels particuliers de la Plaine Monceau ont disparu mais la rue Ampère conserve l'une des séries les plus remarquables du quartier, sur le tronçon de la rue reliant la place d'Israël au boulevard Pereire. Les hôtels des nos 59, 61, 63 et 65 s'intègrent ainsi dans une suite cohérente d'hôtels et ateliers d'artiste de la même époque et bénéficient d'une protection patrimoniale dans le plan d'urbanisme de la ville de Paris. Le petit hôtel du no 68, avec une belle façade de style néogothique, est inscrit à l'inventaire des monuments historiques. 
De nombreux hôtels particuliers de la rue sont dus à l'architecte Stephen Sauvestre (1857-1911) qui construisit pour de riches clients près d'une vingtaine d'hôtels dans le quartier de la Plaine Monceau. Collaborateur de Gustave Eiffel, on lui doit aussi la conception architecturale de la Tour Eiffel.
Le nouveau quartier de la Plaine Monceau attira à la fin du XIXe siècle nombre de peintres académiques, parmi les plus reconnus du moment. Ainsi, en 1883 un chroniqueur décrit "en parcourant la rue neuve dite Ampère", "les façades essentiellement artistiques puisqu'il s'agit d'ateliers de peintres modernes" et prend l'exemple d'un hôtel particulier typique, qui "sert de soubassement à un atelier largement vitré en façade et en toiture", "destiné à abriter un peintre vendant cher ses tableaux ou bien riche de son patrimoine".  

Hôtels de Stephen Sauvestre
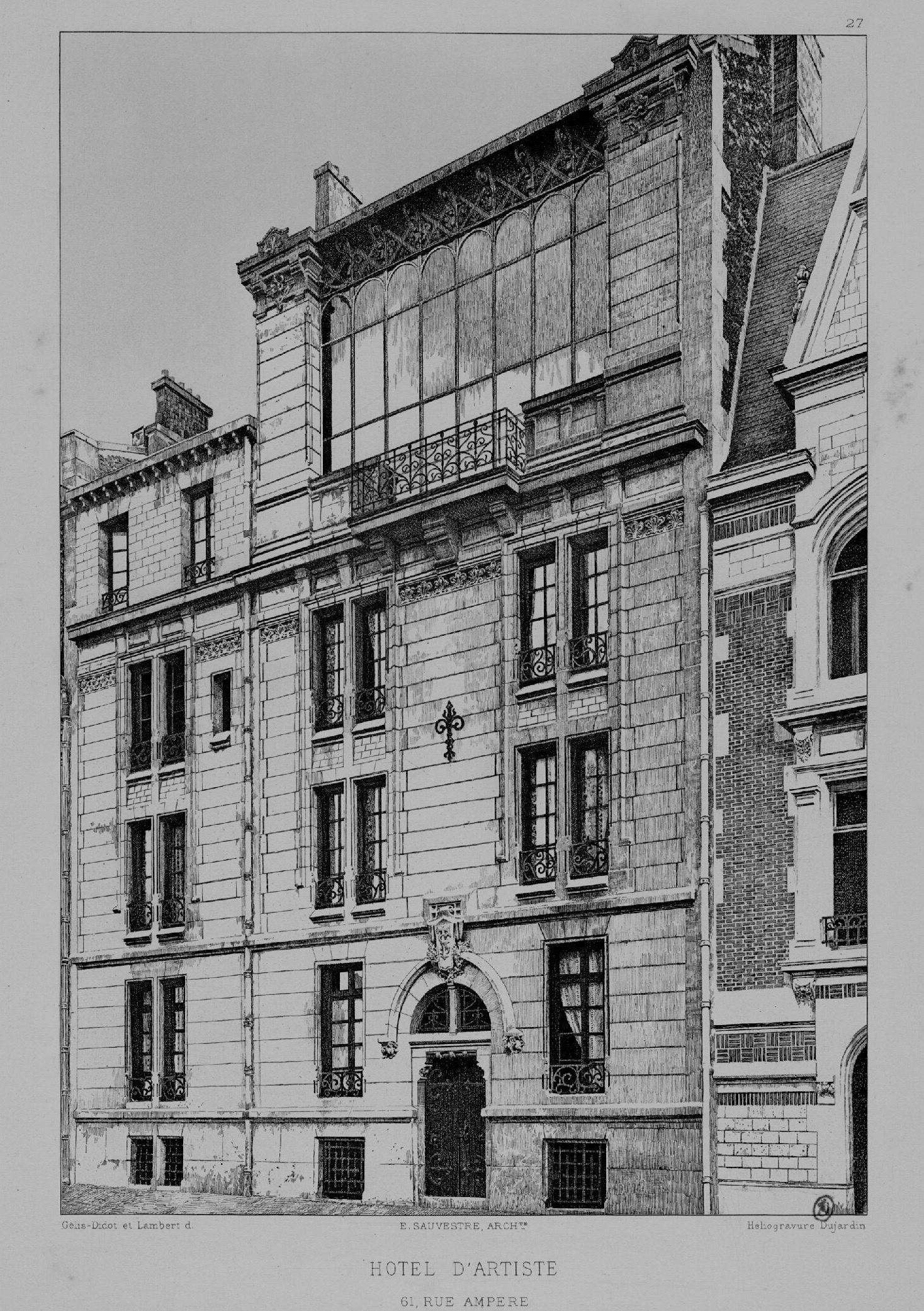
No 61 : hôtel d'artiste.
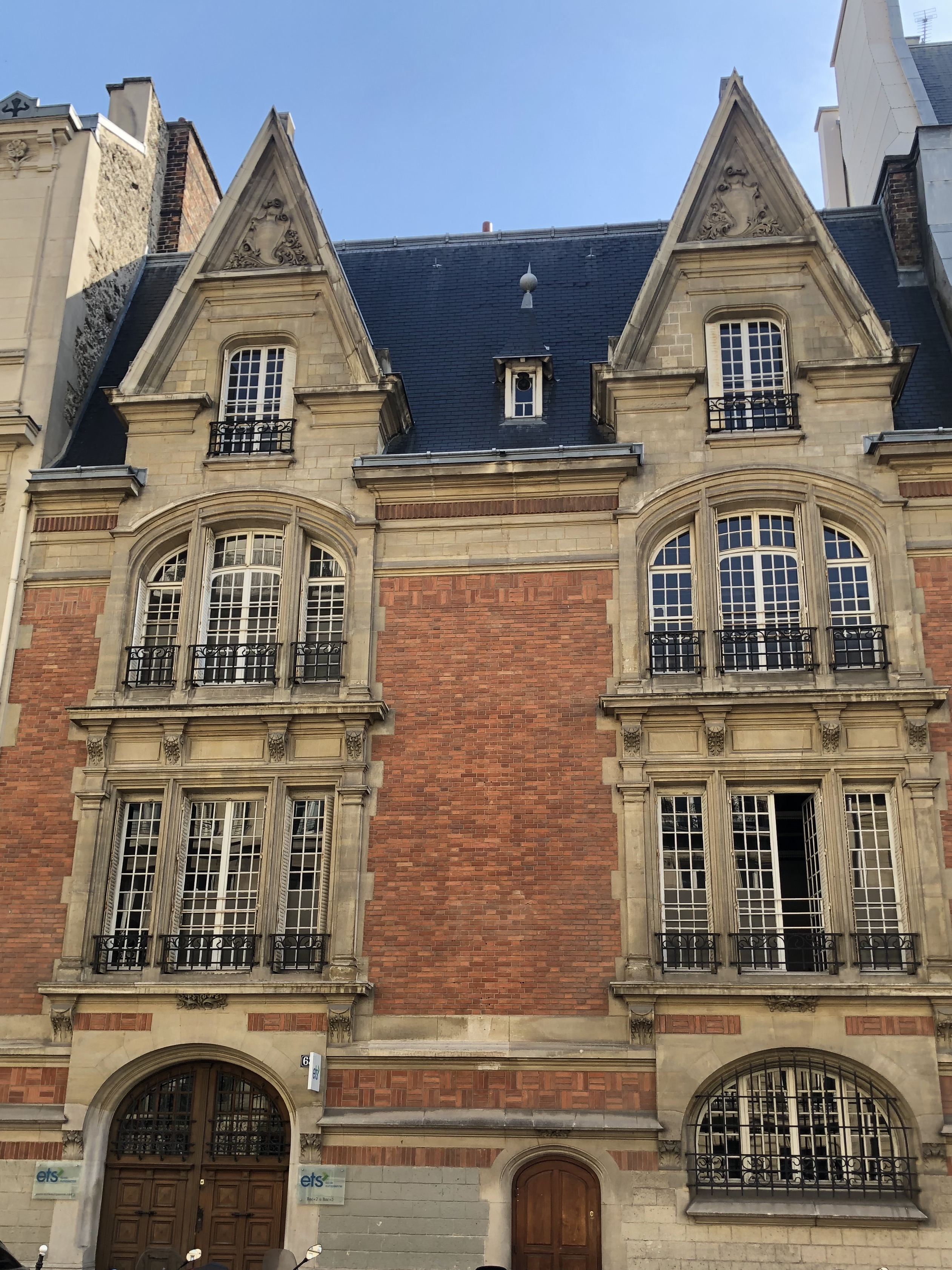
No 63 : style néo-Louis XIII.
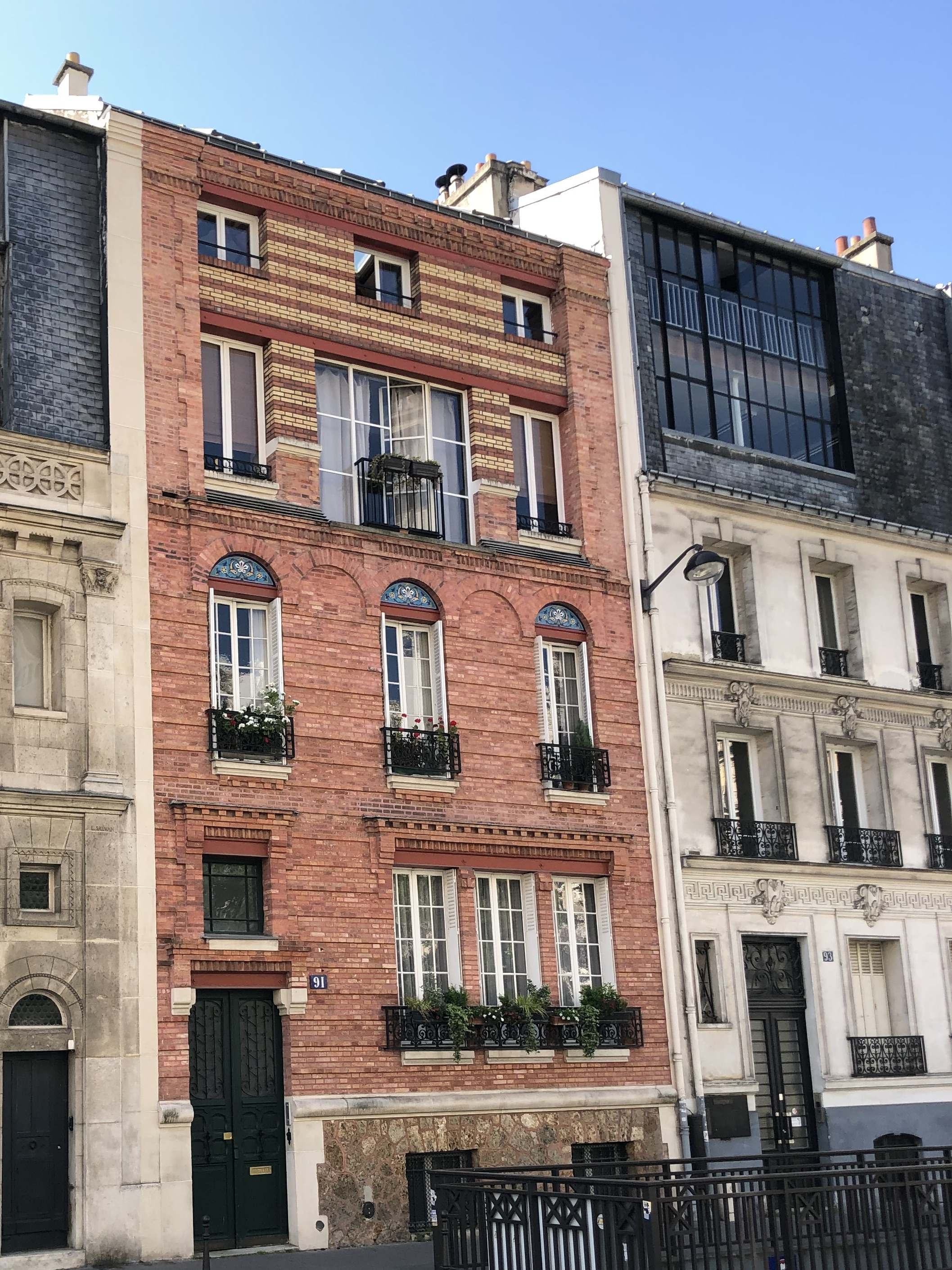
No 91 : hôtel en brique.

Parmi les nombreux peintres qui s'établirent rue Ampère, le plus réputé fut François Flameng (1856-1923), membre de l'Institut. Aussi célébré à l'époque qu'il est oublié aujourd'hui, François Flameng s'illustra comme peintre académique de scènes d'histoire puis plus tardivement comme portraitiste de renommée internationale. On lui doit de nombreux portraits de l'aristocratie européenne et russe ou de riches hommes d'affaires américains. La bonne société de la Belle-Époque se pressait alors dans l'atelier du maître au 61 de la rue Ampère.  
Aux côtés de François Flameng, on recense une longue liste de peintres, académiques pour la plupart, qui résidèrent rue Ampère à la fin du XIXe siècle (cf. section ci-dessous : « bâtiments remarquables et lieux de mémoire ») : Marie-Auguste Flameng, Léon-François Comerre, Walter Gay, Marie Bashkirtseff, Étienne-Prosper Berne-Bellecour, Jules Machard, Eugène Lawrence Vail, Albert Dawant, Adolphe Hirsch, Ferdinand Heilbuth, Adolphe-Alexandre Lesrel, Adrien Moreau, Jacques Baugnies, Jean-Joseph Weerts, Frédéric Montenard. 
Deux photographes contemporains installèrent également leur studio rue Ampère : Jean-Loup Sieff et Jean-Daniel Lorieux.

## Bâtiments remarquables et lieux de mémoire
La rue Ampère présente sur le plan de l'architecture deux parties différentes. La parte inférieure de la rue, entre la place du Nicaragua et la place d'Israël, présente surtout des immeubles de style haussmannien typique de l'architecture parisienne. La partie supérieure de la rue, entre la place d'Israël et la Boulevard Pereire, offre une architecture plus diversifiée avec en particulier un ensemble remarquables d'hôtels particuliers, de style éclectique, caractéristiques de la Plaine Monceau à la fin du XIXe siècle. 

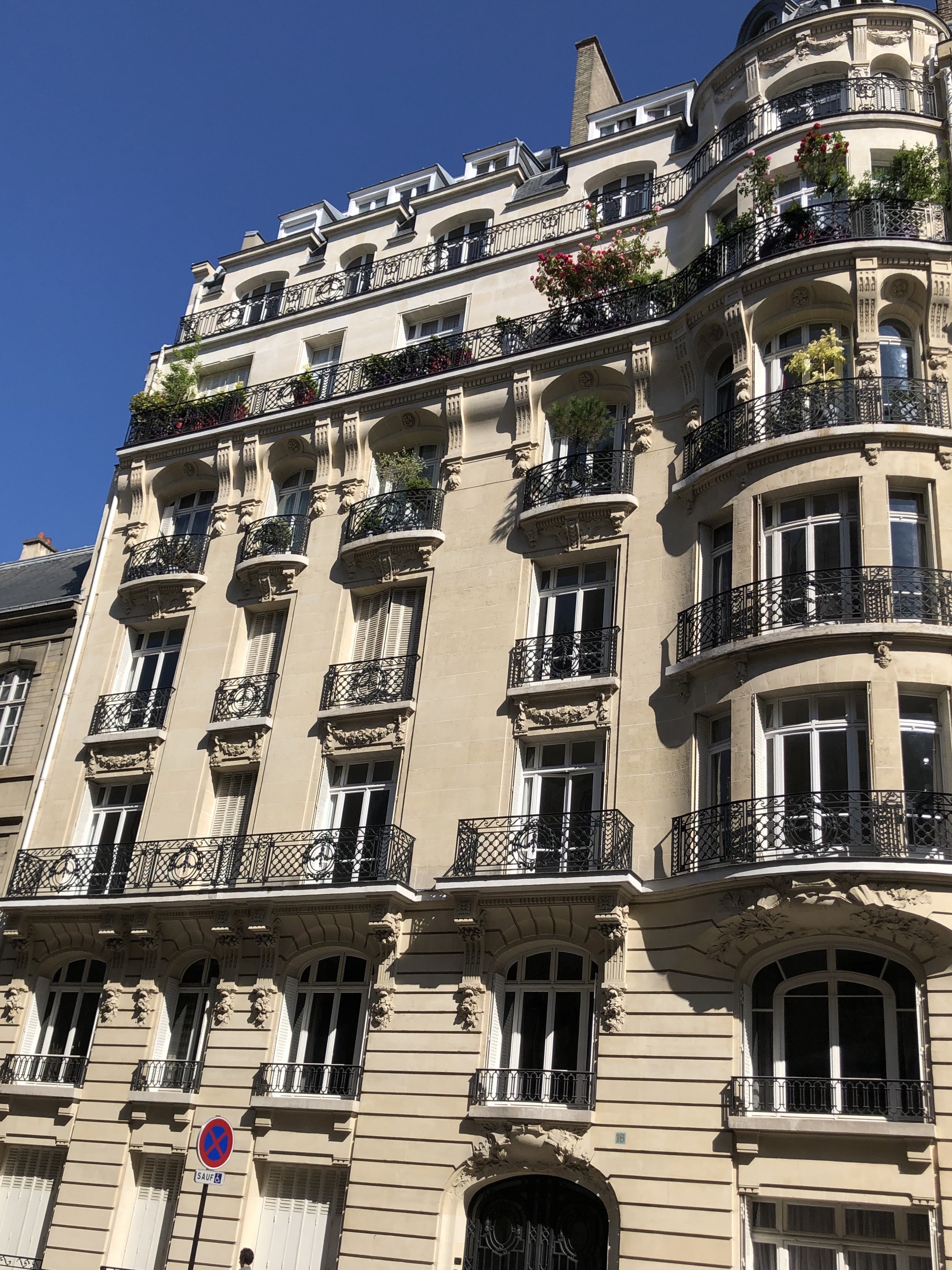
No 16 : immeuble de style néo-classique par Charles Adda.

- No 5-7 : hôtel particulier construit en 1879 par l'architecte Antoine-Gaëtan Guérinot pour le peintre Frédéric Montenard. Démoli au profit d'un immeuble d'habitation de 5 étages en 1968.
- No 6 : hôtel particulier avec façade en pierre de taille de style Régence, construit en 1887 par l'architecte Joseph Ruy pour Pierre Balaschoff (1846-1900), collectionneur d'origine russe[4].
- No 9[5] : hôtel d'artiste d'un style sobre, voire austère, construit par l'architecte Gaston Aubry[6] (1853-1901) pour le peintre Albert Dawant (1852-1923). Cette réalisation, avec celle d'un autre hôtel particulier situé Rue Beaujon, vaudra à Gaston Aubry, en 1888 la grande médaille de l'architecture privée décernée par la Société des architectes français. Le jury salua "le style sobre et épuré" de l'architecte, ainsi que la juste mesure dans la fantaisie que comporte d'ordinaire une demeure d'artiste.
- No 11 : immeuble haussmannien construit en 1892 par l'architecte Wilbrod Chabrol (1835-1919). À cette adresse vécut provisoirement en 1895[7] Alexandre Dumas fils (1824-1895), membre de l'Académie française et auteur entre autres de La Dame aux Camélias dont sera tiré le livret de la Traviata, l'opéra de Verdi).
- No 11 bis : immeuble où vécut la cantatrice soprano Mado Robin (qui y est décédée le 10 décembre 1960).

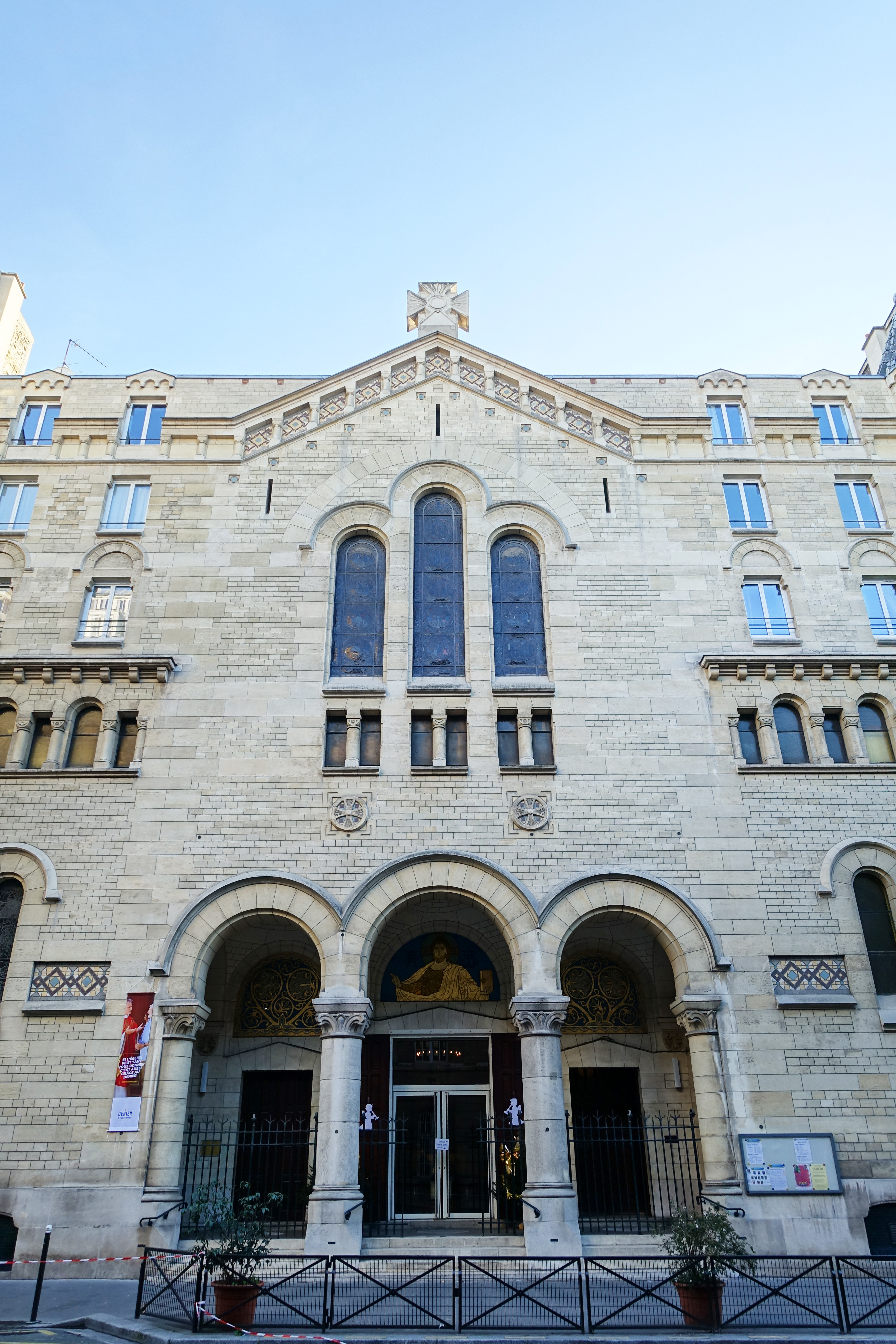
No 15 : église St François de Salles.

- No 15 : nouvelle église Saint-François-de-Sales de Paris construite en 1911-1913 par l'architecte Eugène Ewald dans un style romano-byzantin. La construction fut financée par une contribution des habitants du quartier afin d'offrir un lieu de culte plus spacieux que l'ancienne église du 6 rue Brémontier, datant de 1873. Les deux églises sont reliées par un long couloir[8]. La façade s'insère aujourd'hui de manière inhabituelle dans l'alignement des façades des hauts immeubles haussmanniens environnants car le vide entre l'église et les immeubles voisins a été comblé en 1930 pour créer des logements affectés à l'église[1].
- No 16 : bel immeuble de style néo-classique construit en 1913 par l'architecte Charles Adda (1873-1908), qui en fit sa résidence. Le pianiste György Cziffra (1921-1994) résida à cette adresse dans les années 1970[9].

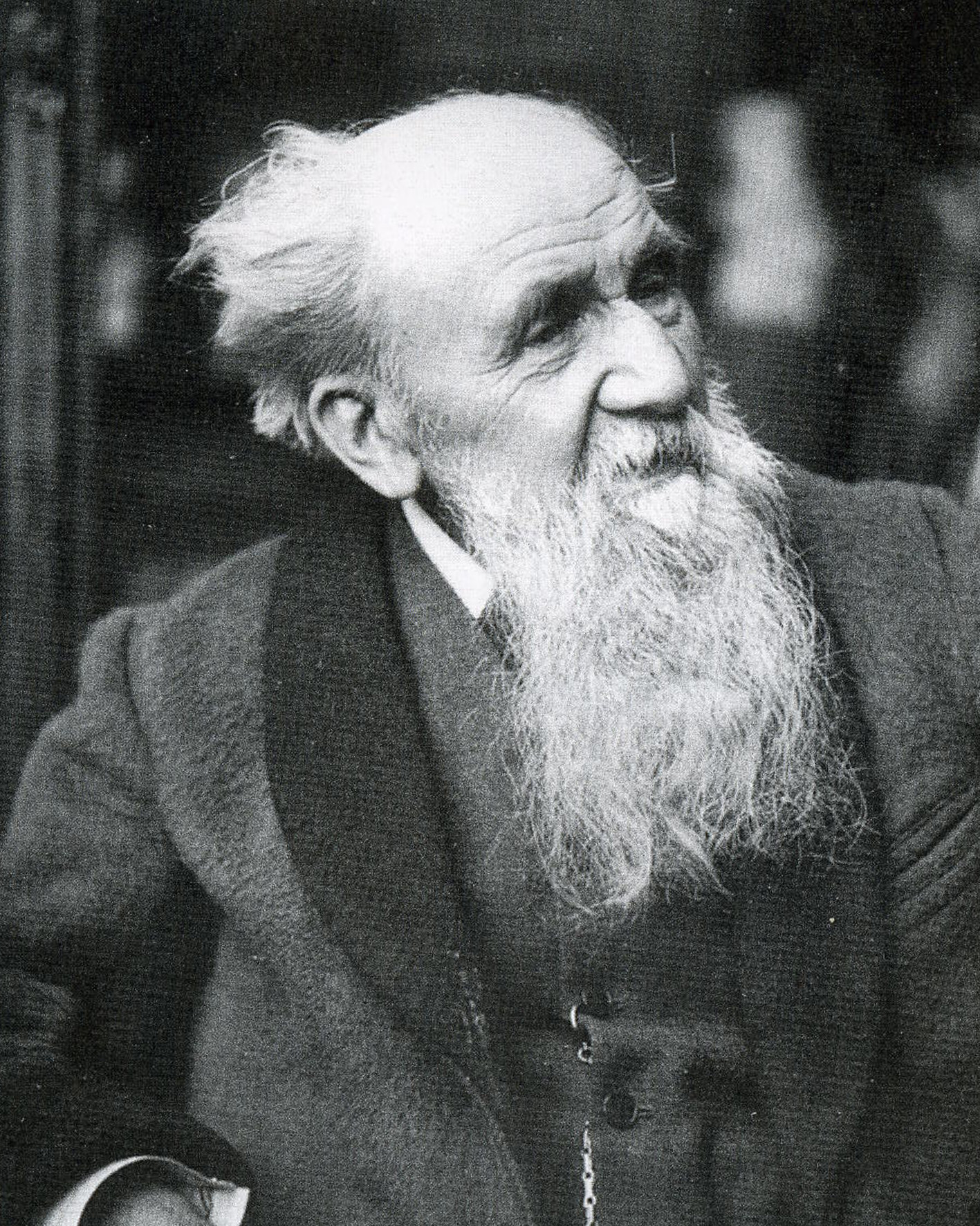
Le peintre Jean-Joseph Weerts.

- No 19 : le peintre Jean-Joseph Weerts (1846-1927) s' installa ici en 1910 et y vécut jusqu'à sa mort en 1927[10]. Peintre académique d'origine belge, J.J Weerts connut un très grand succès comme peintre de la IIIe République. Il s'illustra particulièrement comme portraitiste et peintre d'histoire.
- No 20 : parcelle étrangement peu exploitée avec une simple construction de plain pied dépendant du complexe scolaire Pierre-de-Ronsard. À cet emplacement s'élevait le garage "NossiBé" où on découvrit en 1937 une cache d'armes secrète du Comité Secret d'Action Révolutionnaire (CSAR), organisation clandestine terroriste d'extrême-droite plus connue sous le nom de la Cagoule[11].
- No 24 : résidence avant la construction de l'immeuble existant du peintre et illustrateur Étienne-Prosper Berne-Bellecour (1838-1910).
- No 30 (correspondant également au 1 rue Alphonse-de-Neuville) : immeuble de style Art Déco, en pierre de taille, construit en 1937 par l'architecte Edouard Thomas à l'angle des rues Alphonse-de-Neuville et Ampère, L'immeuble présente un vocabulaire typique de l'Art Déco, en particulier ornementations verticales de fleurs ciselées et angle arrondi traité en "bow-windows". Cet immeuble s'élève à l'emplacement d'un ancien d'un petit hôtel particulier avec jardin et atelier d'artiste construit en 1880 pour le compte du peintre Jacques Baugnies de Saint Marceaux (1874-1925)[12] par l'architecte Jules Février (1874-1925), dont la réalisation la plus connue est l'Hôtel Gaillard, place du Général-Cartroux[13]. La jeune peintre russe Marie Bashkirtseff y vécut ses dernières années, de 1882 à 1884[14].
- No 47 : hôtel particulier et atelier du peintre d'origine allemande Ferdinand Heilbuth (1826-1889), construit en 1882 par l'architecte Gustave Adolphe Gerhardt (1843-1921), prix de Rome 1865[15]. Gustave Gerhardt a notamment dirigé la restauration du Collège de France et du Conservatoire des Arts et Métiers à Paris. L'hôtel avec sa façade de briques claires et de pierre de taille, dotée d'une grande verrière sur rue à l'étage supérieur, se distingue de beaucoup des hôtels environnants par sa sobriété. Il devient ensuite la propriété d'Hippolyte Adam (1828-1901) dont l'épouse Marie Perrochaud, nièce de Paul Perrochaud, y donne des soirées théâtrales et musicales très courues à Paris. La surélévation du bâtiment au début des années 1980 est d'une esthétique discutable.

Ferdinand Heilbuth et son hôtel
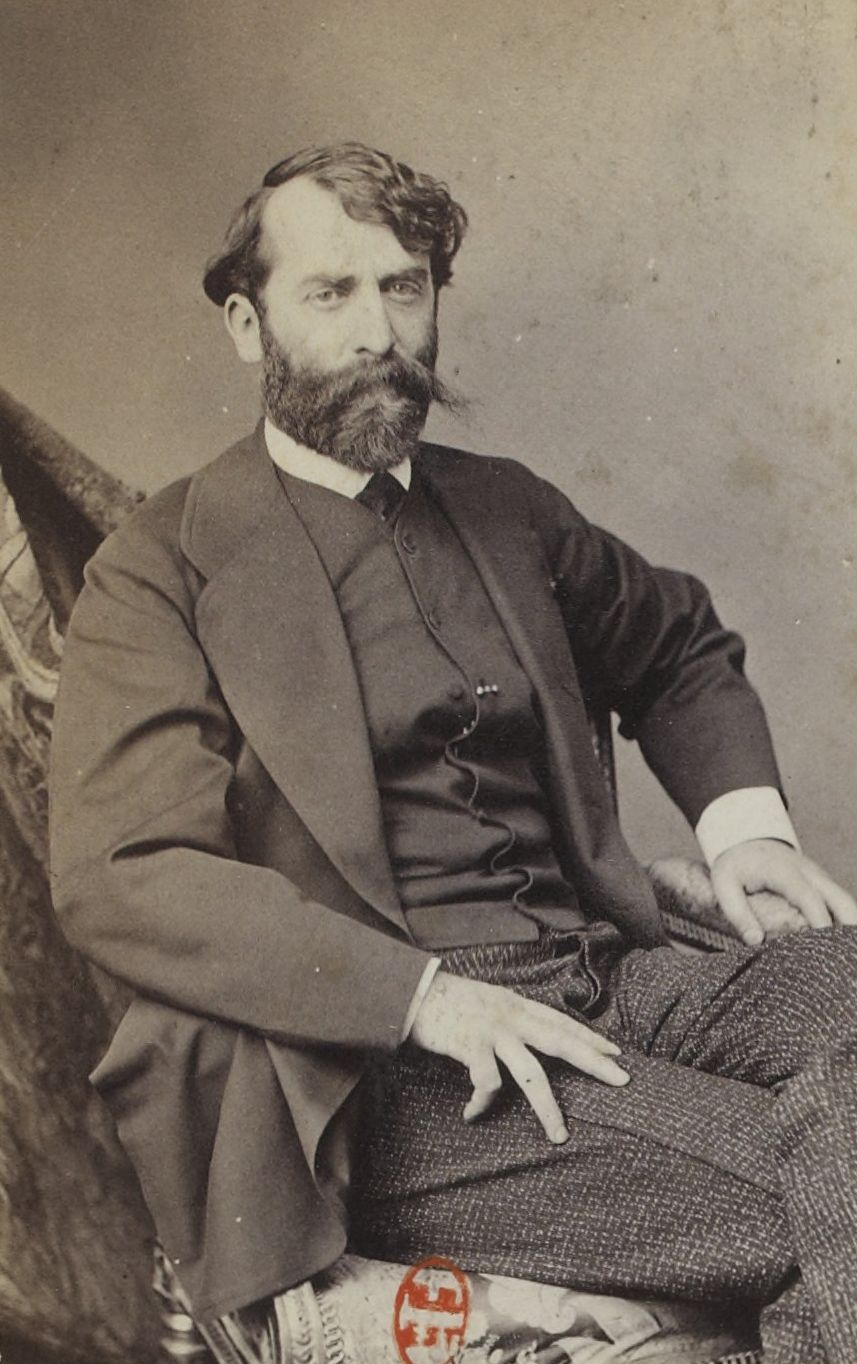
Le peintre Ferdinand Heilbuth.
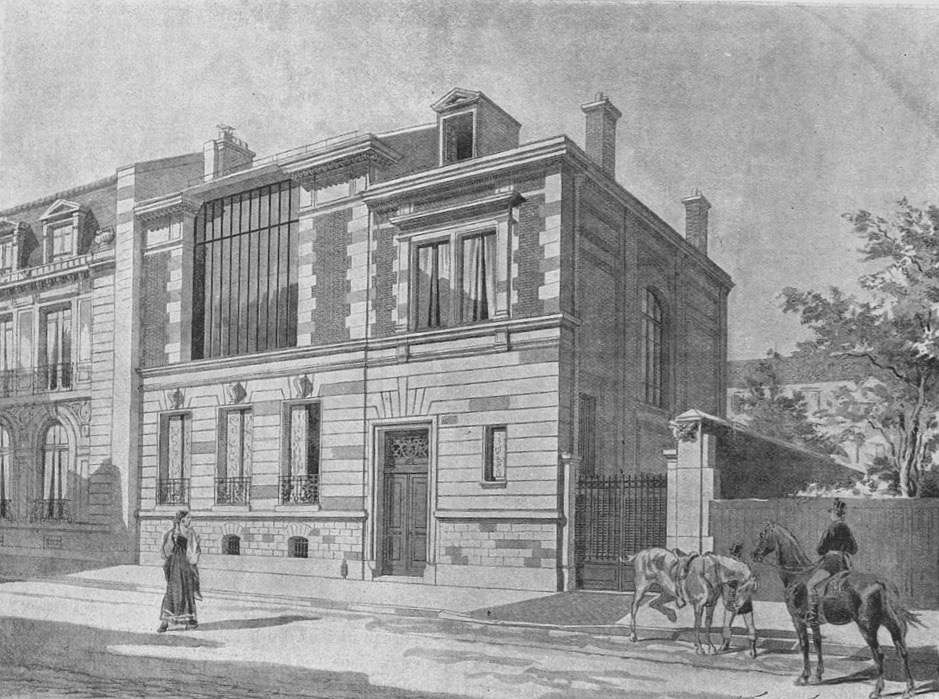
No 47 : hôtel Heilbuth (1882).

- Nos 48-50 : hôtels particuliers de style Régence construits en 1880 par l'architecte Albert Labouret, dont la réalisation la plus marquante est le somptueux hôtel Cail, qui deviendra le siège de la Mairie du VIIIe arrondissement de Paris[16]. C'est depuis 2012 le siège de la maison Lancel.
- Nos 51 et 53 : hôtels particuliers construits par l'architecte Jean Brisson (1848-1903)[17]. Cet architecte a réalisé plusieurs autres hôtels particuliers dans le quartier, le plus souvent avec des façades de brique rouge et de pierre blanche (nos 91, 93 et 95 boulevard Pereire et 34 rue Eugène-Flachat).
- No 56 : hôtel particulier construit en 1881 par l'architecte Weyher. Le photographe de mode Jean-Daniel Lorieux y eut longtemps son studio[18],[19]. Cécilia Ciganer-Albéniz (future épouse de Jacques Martin en 1984, puis de Nicolas Sarkozy en 1996) s'y installa avec le photographe avant leur rupture en 1980[20].
- No 57 : hôtel avec atelier d'artiste. Demeure du peintre d'histoire et de genre Adrien Moreau (1843-1906).
- No 59[8] : hôtel particulier de style néo-Louis XIII construit en 1881 par l'architecte Alfred Férot 1825 -1901).
- No 60 : ancien siège de la légation de Birmanie en France. Aujourd'hui résidence de l'ambassadeur de Birmanie.
- No 61 : hôtel particulier construit en 1881 par l'architecte Stephen Sauvestre dans un style néo-médiéval, inspiré par Viollet-Le-Duc. L'étage supérieur a été aménagé en atelier d'artiste par l'architecte Eugène Oudine pour le peintre François Flameng  (1856- 1923)[8],[21].

Printemps, Jeanne de Marsy, 1881
Édouard Manet
Getty Center.

- No 63 : bel hôtel particulier construit par l'architecte Stephen Sauvestre en 1890 avec une façade de pierre et brique rouge évoquant le style Louis XIII[8]. L'hôtel fut la résidence de la comédienne et chanteuse Jane Demarsy (1865-1937 - nom parfois orthographié Jeanne de Marsy), qui posa pour Renoir et Manet (toile "Le Printemps, Jeanne de Marsy", 1881 conservé au Paul Getty Museum). Avant la construction de l'hôtel, le peintre Adolphe Hirsh (1843-1884), ami de Degas et auteur d'un portait de famille des enfants Camondo (Musée Nissim de Camondo) résida à cette adresse.
- No 65 : hôtel particulier de style néo-Louis XIII construit en 1888 par l'architecte Eugène Decaen[8].
- No 67 : ancien emplacement de l'hôtel et atelier du peintre orientaliste Léon-François Comerre (1850-1916). Jules Dupré (1811-1889), peintre paysagiste , ami de Camille Corot, y résida également entre 1876 et 1882[22]. À cet endroit s'élève aujourd'hui un immeuble résidentiel construit en 1983, dont la façade présente un étrange style d'inspiration Arts and Crafts.

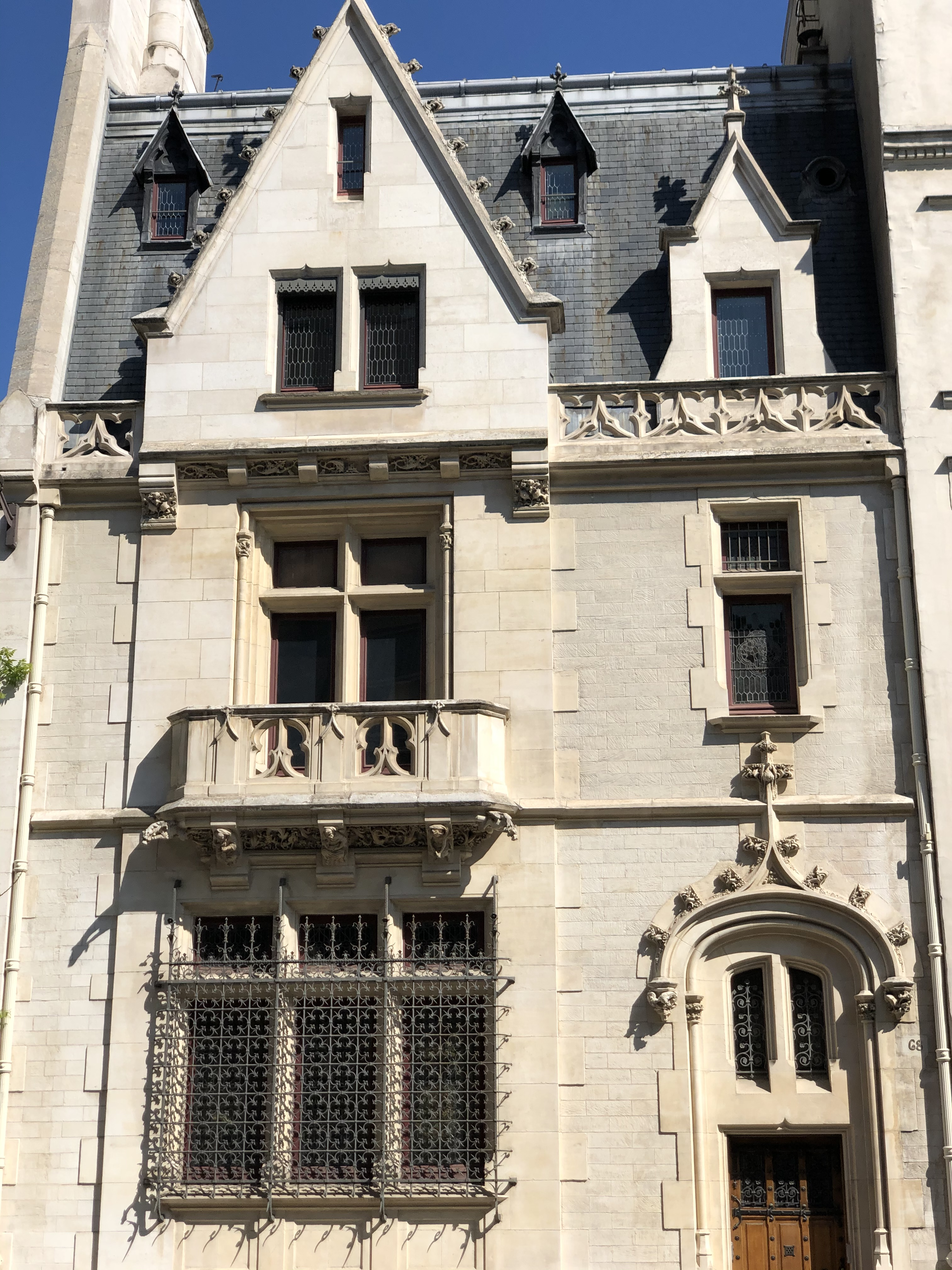
No 68 : hôtel de style néogothique.

- No 68 : hôtel particulier de style néogothique édifié vers 1880 par l'architecte Henri Deverin (1846-1921). La façade est ornée de petites sculptures d'inspiration médiévale réalisées par Henri Margottin. L'extérieur des bâtiments ainsi que certains éléments intérieurs (dont un cabinet mauresque) sont inscrits au titre des monuments historiques depuis 2007 [23].
- No 71 : hôtel avec verrière d'artiste, résidence un temps de Marie-Auguste Flameng (1843-1893), peintre de paysages et de marine, élève de Puvis de Chavanne. En 1881, le peintre a fait l'acquisition de plusieurs terrains le long de la rue Ampère, auprès des frères Pereire, sur lesquels il fit construire des hôtels destinés à la revente[24].
- No 70 : entrée sur cour de l'hôtel particulier du 115 boulevard Pereire où se trouvait jusqu'en 1997 l'école primaire de garçons Saint-François de Sales, dirigée par Pierre Camard à partir de 1961.
- No 72 : à l'emplacement de cet immeuble résidentiel des années 1960 s'élevait un hôtel qui fut la résidence[25] de Gaston Thomson (1848-1932), homme politique de la Troisième République proche de Gambetta et Clemenceau qui fut notamment ministre de la Marine entre 1905 et 1908. Il détient le record de longévité des députés de l'Assemblée Nationale pour avoir été élu sans discontinuité pendant cinquante-cinq ans dans la circonscription de Constantine (Algérie française).
- No 73 : hôtel particulier de style classique ou résida le peintre américain Walter Gay (1856-1937)[25].
- No 79 : hôtel particulier en pierre de taille, de style classique, construit en 1909 pour les parents de l'écrivain et prix Nobel de littérature Roger Matin du Gard (1881-1958), Paul Martin du Gard et Madeleine Wilmy[8]. Roger Martin du Gard hérita de la maison à la mort de ses parents et la loua à des riches Américains de passage dans les années 1920[4].
- No 83 : immeuble résidentiel de 1964. La façade, intéressante, ré-interprète l'esprit "atelier d'artiste" en ouvrant de larges baies vitrées verticales, rythmées par de petits balcons pleins en pierre de taille.
- No 85 : hôtel-atelier d'artiste du peintre Adolphe-Alexandre Lesrel (1839-1929).
- No 87 : maison-atelier où travailla Jules Machard (1839-1900), peintre d'histoire et portraitiste[26]. Plus récemment, c'est dans cette maison dotée de vaste verrières que le photographe Jean-Loup Sieff (1933-200) installa son studio en 1966[27] et réalisa de nombreux portraits de personnalités de la mode et du spectacle (dont le célèbre portait de Yves Saint-Laurent, nu en 1971[28],[29]).
- No 89 : hôtel particulier avec atelier d'artiste construit vers 1880. Résidence et atelier du peintre franco-américain Eugène Vail (1857-1934).
- No 91 : hôtel d'artiste construit vers 1890 par l'architecte Stephen Sauvestre. L'appareillage et la décoration de la façade entièrement en brique rouge donne à l'édifice un caractère très particulier par rapport aux autres hôtels de la rue[1].

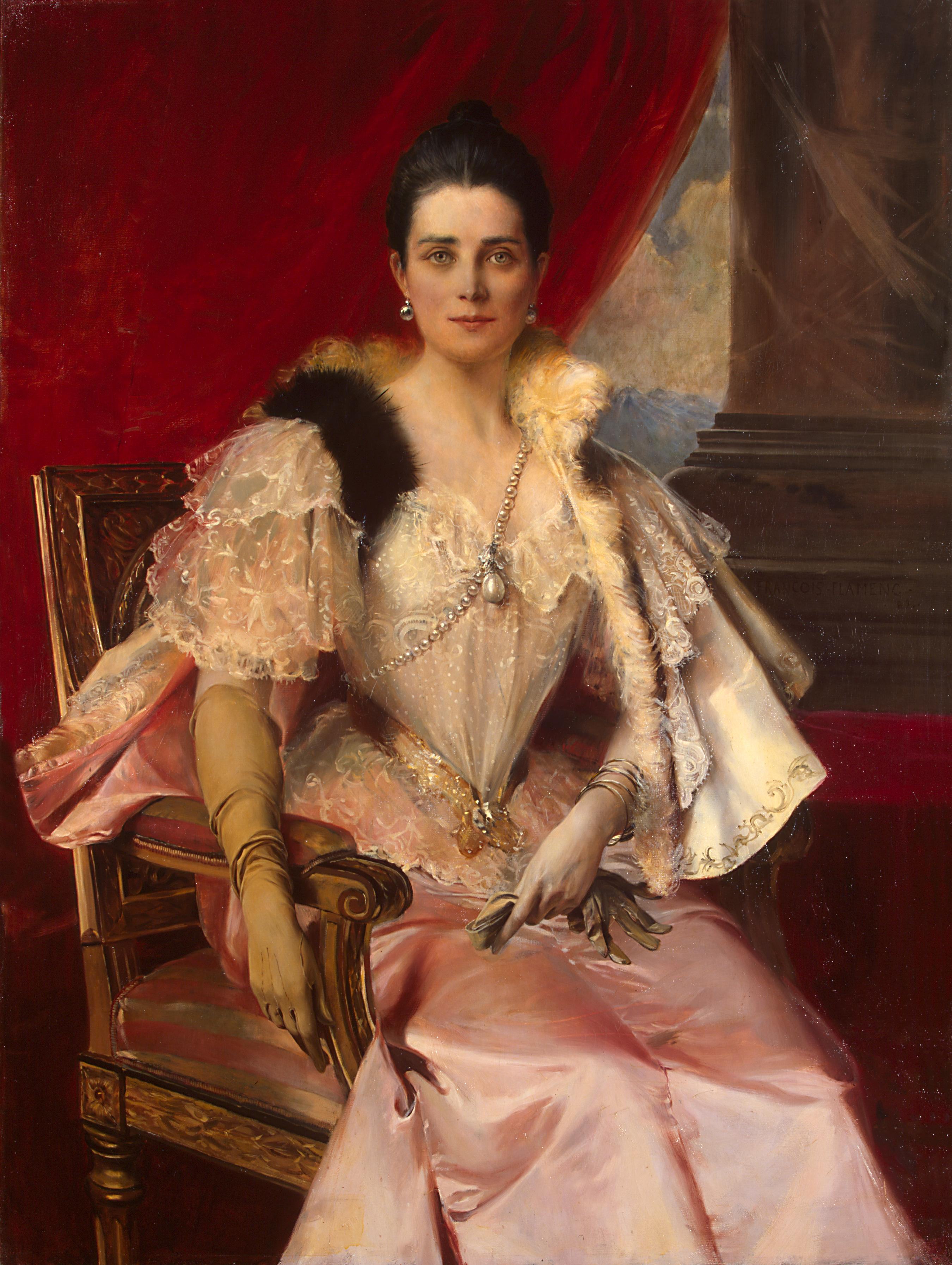
Portrait de la princesse Youssoupov par F. Flameng (1894, musée de l'Ermitage).